# الضربة الخفية
الضربة الخفية (بالإنجليزية: Hidden Strike)‏ هو فيلم أكشن ومغامرات صدر في عام 2023 من إخراج سكوت وو وكتبه أراش أميل. الفيلم من بطولة جاكي شان، جون سينا ، ما تشونروي، وبيلو أسبيك. تم إصداره في 6 يوليو 2023 في الإمارات العربية المتحدة والعديد من الدول الأخرى.

## الإنتاج
كان من المخطط أن يجمع الفيلم جاكي شان وسيلفستر ستالون، لكن ستالون تراجع وحل محله جون سينا. صُوِّر الفيلم في عام 2018، واستخدمت مواقع في الصين تمثل الشرق الأوسط.